# 東京探偵団
『東京探偵団』（とうきょうたんていだん）は、細野不二彦による日本の漫画。1985年より1987年まで、小学館の『少年ビッグコミック』および後継誌『ヤングサンデー』にて連載された。

## あらすじ
1980年代のバブル経済初期の東京を舞台に、巨大財閥王道グループを後ろ盾とした東京探偵団（CITY-JACKER、シティジャッカー）なる私立探偵事務所が東京にはびこる奇怪な事件に挑む物語。その舞台は一貫して「東京都」の範囲内である。一話完結型だが、複数話にまたがるエピソードもある。

## 登場人物

### 探偵団メンバー
ジャッキー
CITY-JACKERの中心人物。頭脳明晰・容姿端麗の美少年。ゲイ。伸ばした舌が首を一周するほど長く、不気味に器用。物腰・口調は落ち着いているが、極めて（特に己の頭脳に関して）負けん気が強く、プライドが高い。マリーン曰く、「こいつのイヤミは一生なおらねえな」で相手をおちょくる事に妥協を許さない。事件を解決するためには王道グループをバックにした探偵団の豊富な資金を消費することを厭わない。そのためマリーンと反目し合う事も多いが、読者視点から見ても非常識な使い方もあるため、マリーンの意見も間違いではない。他のメンバーに比べ体力的に弱い部分があるが、仕事の合間を縫ってスキューバの免許を取得しているなど、根っからのインドア派ではないようだ。
マリーン
探偵団の実働メンバーにおける紅一点だが、自分の所持する紙幣の番号を記憶する程の守銭奴。頭脳労働のジャッキー、肉体労働のポパイに対して一芸を持たない彼女の探偵団での活動に於ける存在価値は薄いように思われるが、実は探偵団中一番の常識人であり、ムードメーカー。とある事件では「アメ横参り（より少ない予算でリストアップされた買い物を済ませる）」という勝負に見事に勝利した。
CJカードを紛失するなど、致命的な失敗をしても団員資格を剥奪されなかった所を見ると、クィーンもマリーンのメンバーとしての価値を認めているようだ。「変態はお断り」と言いながらも、ジャッキーに惹かれているフシがある。
ポパイ
探偵団の肉体労働を一手に引き受ける寡黙な太目の少年。実はかなりハードなマゾ。俳句を得意とし、事件が解決すると必ず一句詠んで話を締める。
クィーン/王道さやか（おうどう さやか）
東京探偵団団長。12歳の美少女。その正体は王道グループ総帥・王道外道の孫娘。幼少より王道グループ後継者として英才教育を受け、初めて起こしたビジネスが「東京探偵団」である。ジャッキー同様、事件解決に金に糸目をつけないが、地下鉄のダイヤを止めた事件後、外道にたしなめられた際に「いずれシティ・ジャッカーの活動が王道グループに偉大な貢献をする」と発言している。
R（アール）
お茶汲みから伝票整理までこなす探偵団の事務・連絡員。他のメンバーが10代前半と思しき少年少女である中、ただ一人成人した大人の女性である。マリーンに結婚相手が居ないと揶揄されている所から、妙齢を迎えているようだ。その奇抜な独特のファッションはジャッキー曰く「掟破りのオフィスルック」、マリーン曰く「若作りの銭失い」と評される。
実際に現場に赴くのは基本的にジャッキー・マリーン・ポパイの3人であるが、場合によりクィーン・Rが出向く事も。

### 敵対する犯罪者
バロン・ブラック（黒男爵）
探偵団結成後の初仕事である「極道商社事件」以来、度々探偵団と敵対する犯罪者。年齢不詳であるが、極道商社永江会長のプロフィールでは30歳となっている。自身曰く「東京を跋扈する犯罪パフォーマー」。変装を得意とし、ある時は妖しの洋館の女中、ある時は詐欺商社の青年会長へと姿を変える。手口は大胆不敵、神出鬼没。ジャッキーと同じくゲイであり、ジャッキーをいたく気に入っていて、隙あらば彼を手篭めにしようと考えている。マゾであるポパイが苦手。
酸素男（オーツー・マン）
背中に酸素ボンベを背負い、驚異的な身体能力を誇るバロンの右腕。その力はポパイをも上回るが、高濃度の酸素供給は不可欠。幼児趣味（ロリコン）であり、マリーンに恋心を抱いている。「大石オサム」と名乗ってマリーンに近づいたことがあったが、酸素不足の禁断症状から正体を明かしてしまう。

### その他の登場人物
鬼飼警部
銃と冗談を嫌う警視庁のコワモテ警部。「好きじゃない」という理由で支給された銃に弾丸を装填していない。銃の代わりに楊枝を使い、敵のツボを刺して戦闘不能にする技を持つ。事件を巡り、度々探偵団と衝突するが正義感は強く探偵団が危険にさらされた際には率先して助けに入る。
王道外道（おうどう そとみち）
王道グループ総帥。クィーンの祖父。コワモテというより「途轍もなく胡散臭い顔」で、どう見てもセレブには見えない。

## 最終話について
連載時の最終話と各単行本に収録されている最終話は、ラスト数ページが若干異なっている。単行本収録の最終話より雑誌掲載時の方が「軽め」のラストとなっている。単行本版は作品として無難なラストであるが、掲載時の方がジャッキーとバロンらしい、との評も。

## 書誌情報
小学館、少年ビッグコミックス。全6巻。
1. 昭和61年1月5日初版発行、ISBN 4-09-150621-6
2. 昭和61年5月5日初版発行、ISBN 4-09-150622-4
3. 昭和61年10月5日初版発行、ISBN 4-09-150623-2
4. 昭和62年3月5日初版発行、ISBN 4-09-150624-0
5. 昭和62年7月5日初版発行、ISBN 4-09-150625-9
6. 昭和62年10月5日初版発行、ISBN 4-09-150626-7

小学館文庫、全3巻。
1. 2013年12月 ISBN 9784091930682
2. 2014年1月 ISBN 9784091930699
3. 2014年2月 ISBN 9784091930705